# Under the Surface (музичний альбом)
«Under the Surface» — дебютний студійний альбом норвезької співачки Маріт Ларсен, випущений 6 березня 2006 року. Всі, крім декількох пісень в альбомі були написані виключно самою Маріт. Альбом отримав золоту сертифікацію у Норвегії після того, як було продано більше 20 000 його примірників (менш ніж за 3 тижні). Також він дебютував і досяг 3 сходинки в чарті продажів у Норвегії, пробув 52 тижні в VG Top 40 та 62 тижні в VG Topp 30 Norsk.

## Список композицій
| №                    | Назва                | Автори                                   | Тривалість |
| -------------------- | -------------------- | ---------------------------------------- | ---------- |
| 1.                   | «In Came the Light»  | Маріт Ларсен                             | 1:12       |
| 2.                   | «Under the Surface»  | Маріт Ларсен                             | 4:12       |
| 3.                   | «Don't Save Me»      | Маріт Ларсен, Пітер Цзіццо               | 3:49       |
| 4.                   | «Only a Fool»        | Маріт Ларсен, Пітер Де Леон              | 4:07       |
| 5.                   | «Solid Ground»       | Маріт Ларсен                             | 3:27       |
| 6.                   | «This Time Tomorrow» | Маріт Ларсен                             | 3:21       |
| 7.                   | «Recent Illusion»    | Маріт Ларсен                             | 2:06       |
| 8.                   | «The Sinking Game»   | Маріт Ларсен, Kåre Christoffer Vestrheim | 3:53       |
| 9.                   | «To an End»          | Маріт Ларсен, Egil Clausen               | 3:43       |
| 10.                  | «Come Closer»        | Маріт Ларсен                             | 4:08       |
| 11.                  | «Poison Passion»     | Маріт Ларсен                             | 3:01       |
| Загальна тривалість: | Загальна тривалість: | Загальна тривалість:                     | 36:55      |

## Чарти
| Чарт (2006)              | Найвища позиція |
| ------------------------ | --------------- |
| Норвезький чарт альбомів | 3               |

## Сингли
| Рік  | Сингл               | Норвезький чарт синглів | Норвезький радіо-чарт |
| ---- | ------------------- | ----------------------- | --------------------- |
| 2006 | «Don't Save Me»     | 1                       | 1                     |
| 2006 | «Under The Surface» | 6                       | 1                     |
| 2006 | «Only A Fool»       | 14                      | 3                     |
| 2007 | «Solid Ground»      | -                       | 1                     |

## Сертифікації
| Країна   | Сертифікації | Продажі |
| -------- | ------------ | ------- |
| Норвегія | 2× Платина   | 80,000+ |